# Bill Gunston
William Tudor «Bill» Gunston OBE FRAeS (1 de març del 1927 - 1 de juny del 2013) fou un autor britànic d'aviació i temes militars. Fou pilot de la Royal Air Force des del 1943 fins al 1948 i treballà d'instructor de vol. Passà gran part de la seva vida adulta fent recerca i escrivint sobre aeronaus i aviació. És autor de més de 350 llibres i articles. La seva obra inclou molts llibres publicats per Salamander Books.
Gunston fou educat a la Pinner County Grammar School. En el seu temps lliure, feu de sergent de vol a l'esquadrilla de l'Air Training Corps de la seva escola i, durant uns mesos, de bibliotecari de l'Orquestra Filharmònica de Londres.
En acabar l'escola, Gunston s'allistà a la Royal Air Force. Fou enviat al University College (Durham) entre el 1945 i el 1946 i feu de pilot durant tres anys. Portà molts tipus d'avions, incloent-hi el caça de reacció De Havilland Vampire. Després de deixar la RAF, Gunston començà a treballar per la revista Flight International, on escrivia amb el nom de «W.T.G.» i el 1955 en fou nomenat editor tècnic. A partir del 1969, formà part de l'equip de producció de la publicació anual Jane's All the World's Aircraft i n'edità l'edició del 2015/16. Fou editor de Jane's Aero-Engines des del 1995 fins al 2007.

## Honors i premis
- 1 de gener del 1996: nomenat Oficial de l'Orde de l'Imperi Britànic pels seus serveis al periodisme d'aviació.[6]